# Джозеф Родефер Де Камп
Джозеф Родефер Де Камп (англ. Joseph Rodefer DeCamp, також De Camp; 1858, Цинциннаті — 1923, Бока Гранде, Флорида) — американський художник-імпресіоніст і тоналіст.

## Життя та творчість
Де Камп почав вивчення живопису спільно з Френком Дювенеком в Бостоні; потім поїхав разом з ним у 2-й половині 1870-х років в Мюнхен, де навчався в місцевій Академії образотворчих мистецтв. Пізніше жив у Флоренції. У 1883 році Де Камп повертається в США, живе в Бостоні. Там входить в очолювану Едмундом Тарбеллом Бостонську школу живопису.
Джозеф Де Камп відомий в першу чергу як майстер портретного живопису. У 1890 році він починає працювати в тоналістичній манері. У 1897 році художник стає членом американської імпресіоністської групи Десять американських художників. З 1903 року до своєї смерті в 1923 році викладав в Массачусетській художній школі. Де Камп також викладав в Школі музею образотворчих мистецтв в Бостоні. Серед його учнів була Гертруда Насон. В результаті пожежі в бостонській художній майстерні Де Кампа в 1904 році загинуло більше 100 його ранніх праць, в тому числі майже всі пейзажі.

## Галерея

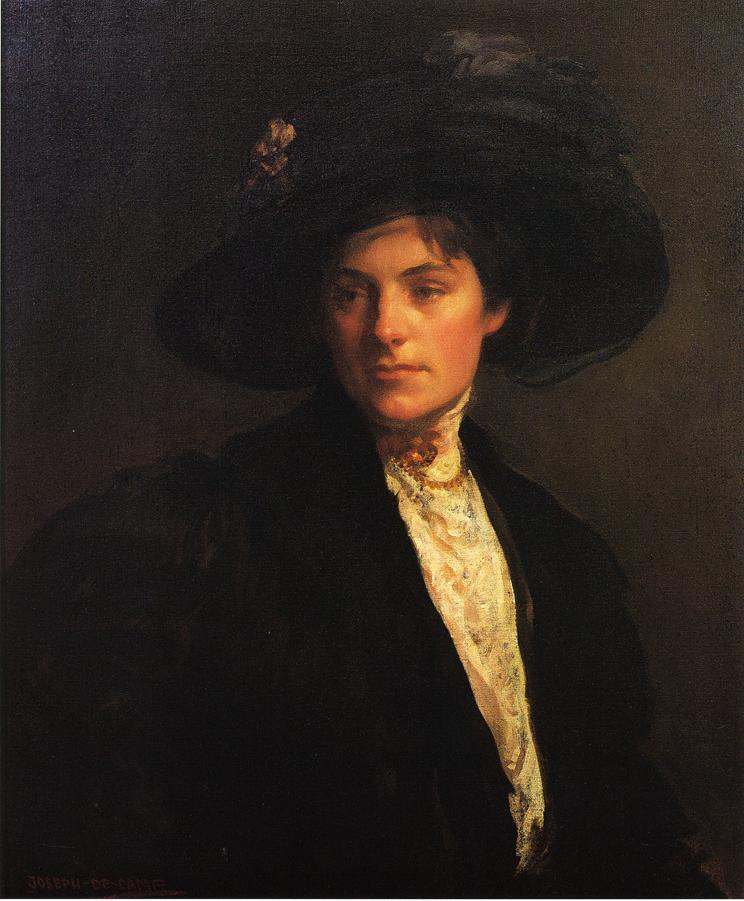
Хутряний жакет.
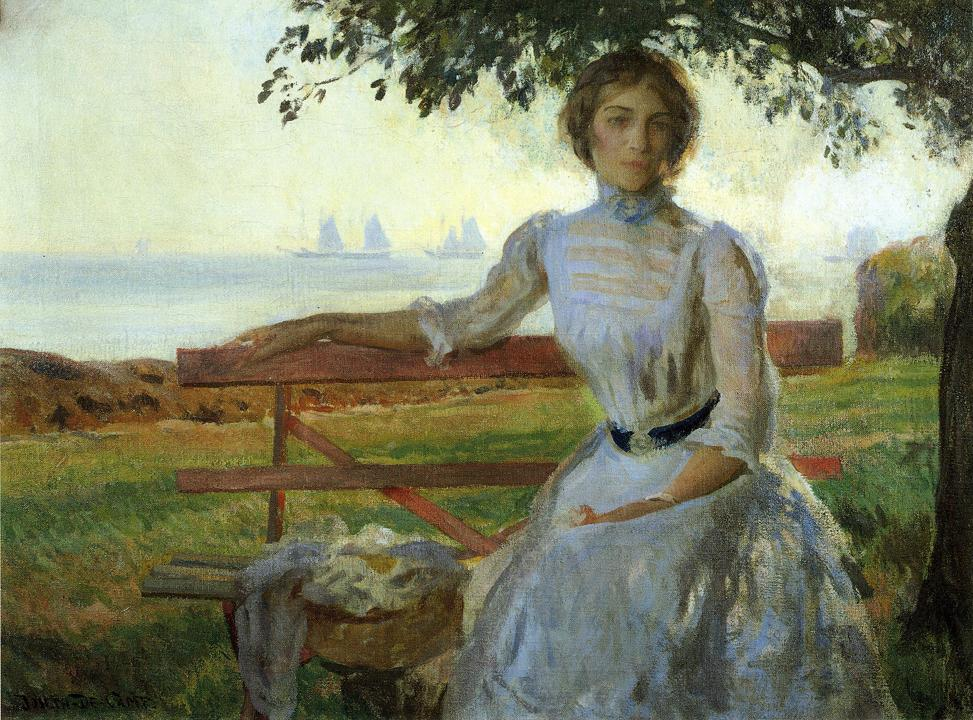
Портрет місіс Меджер.
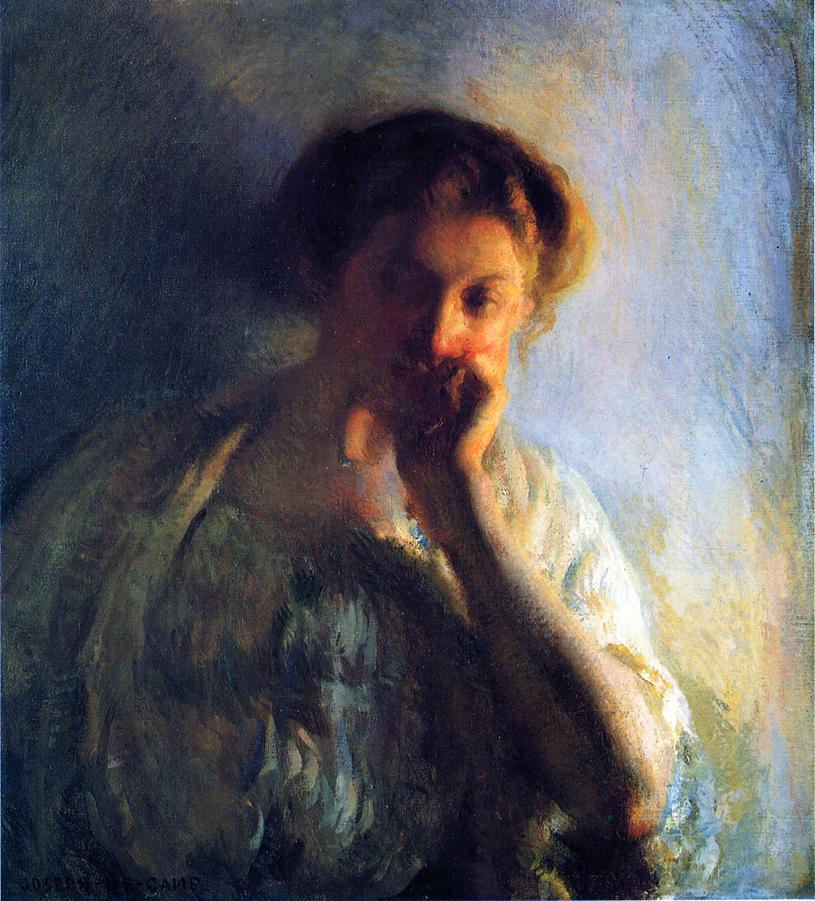
Розмірковує.
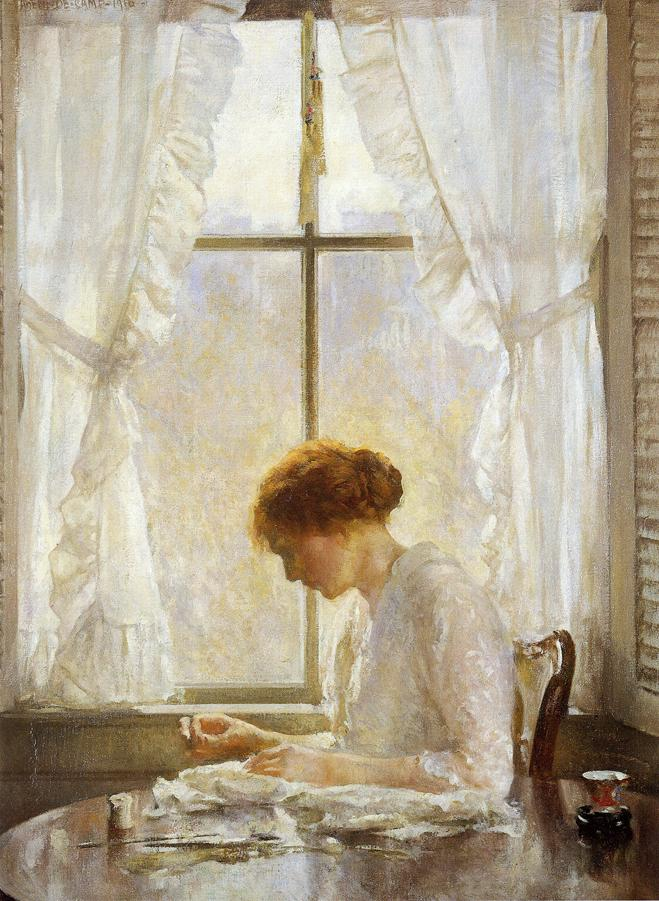
Шиття.
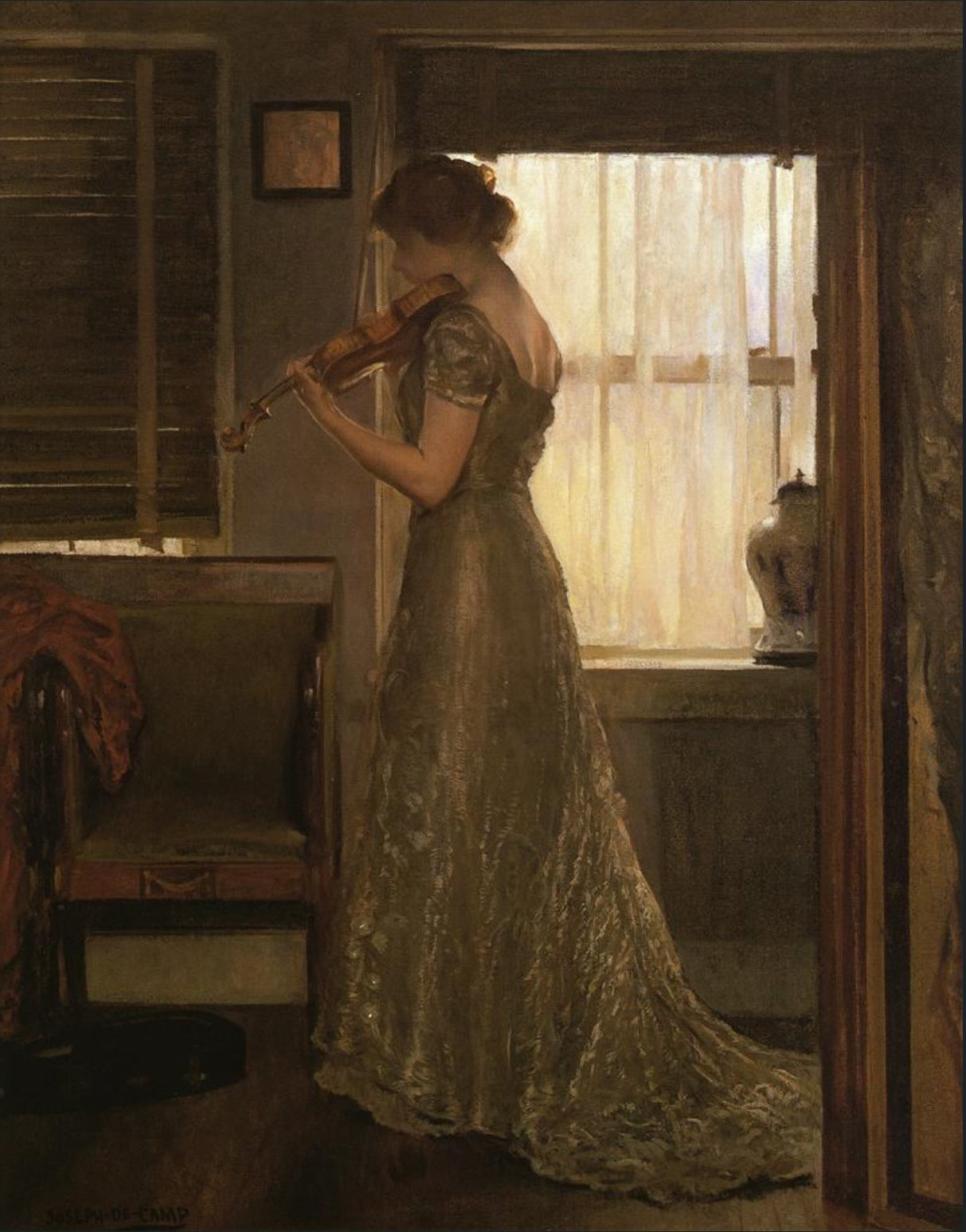
Жінка, яка грає на скрипці.
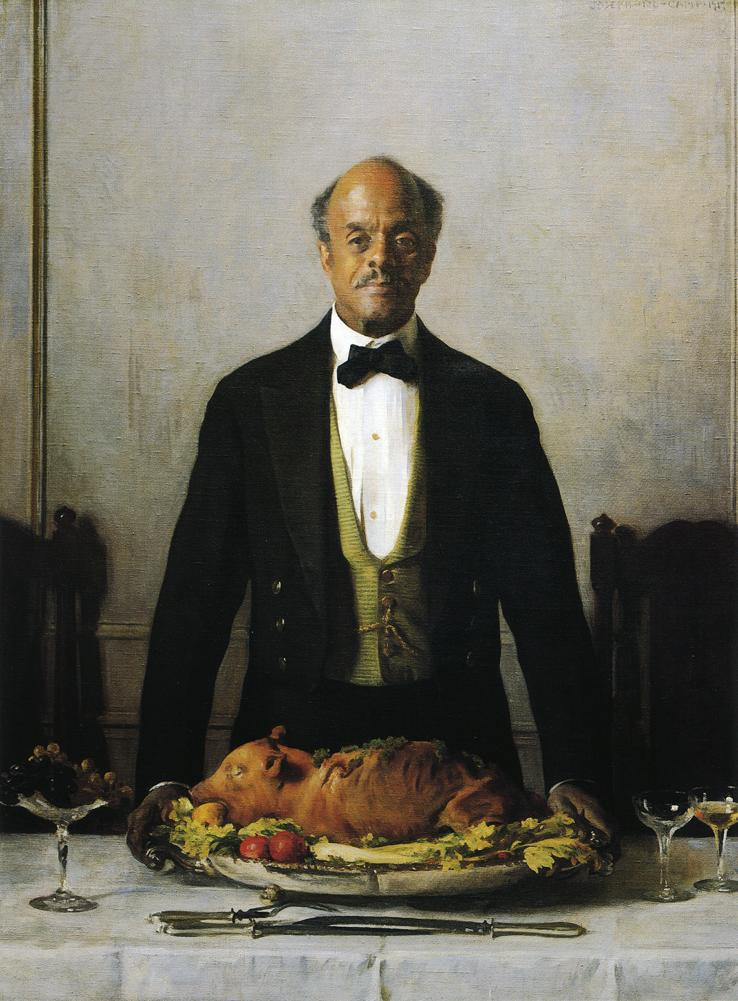
Портрет Джозефа, дворецького.
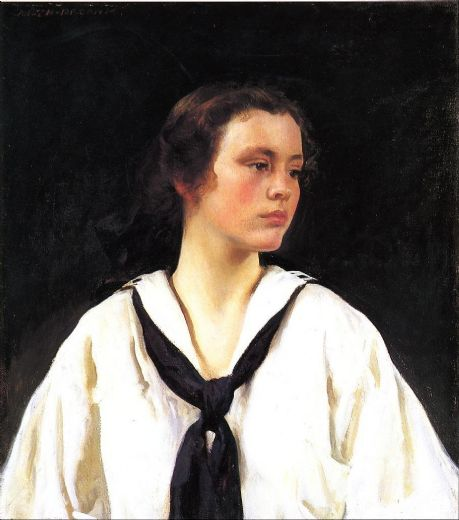
Саллі.
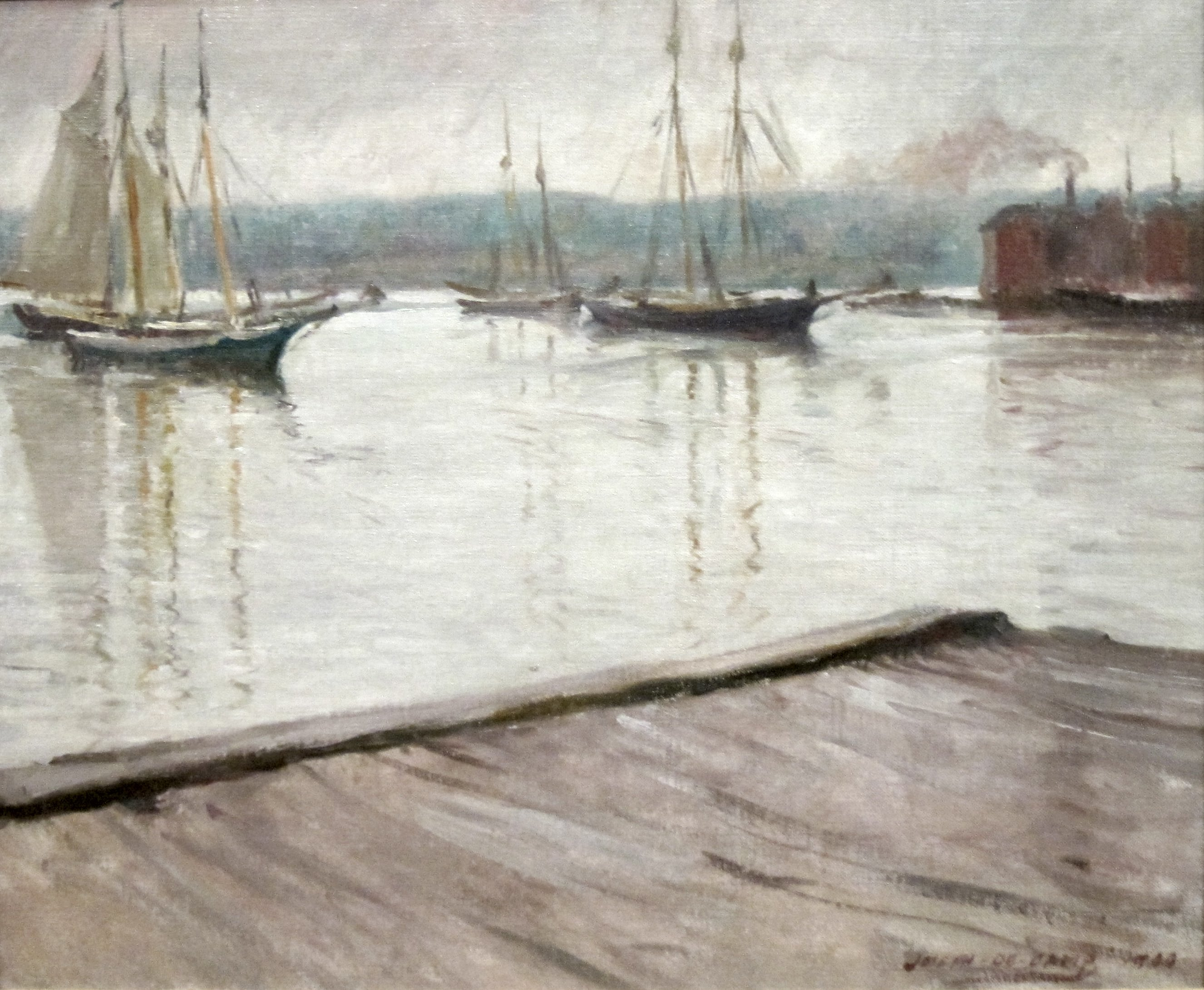
Глостер.
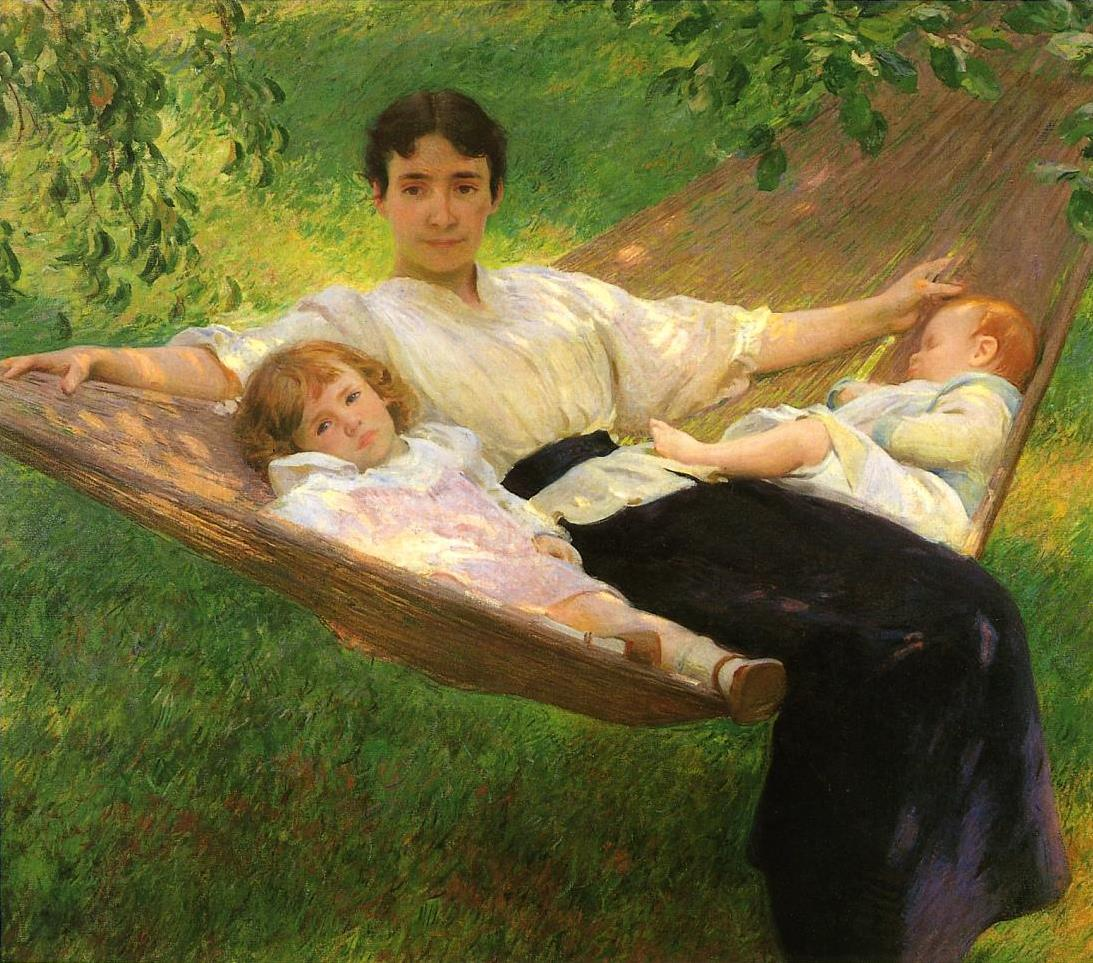
Гамак.
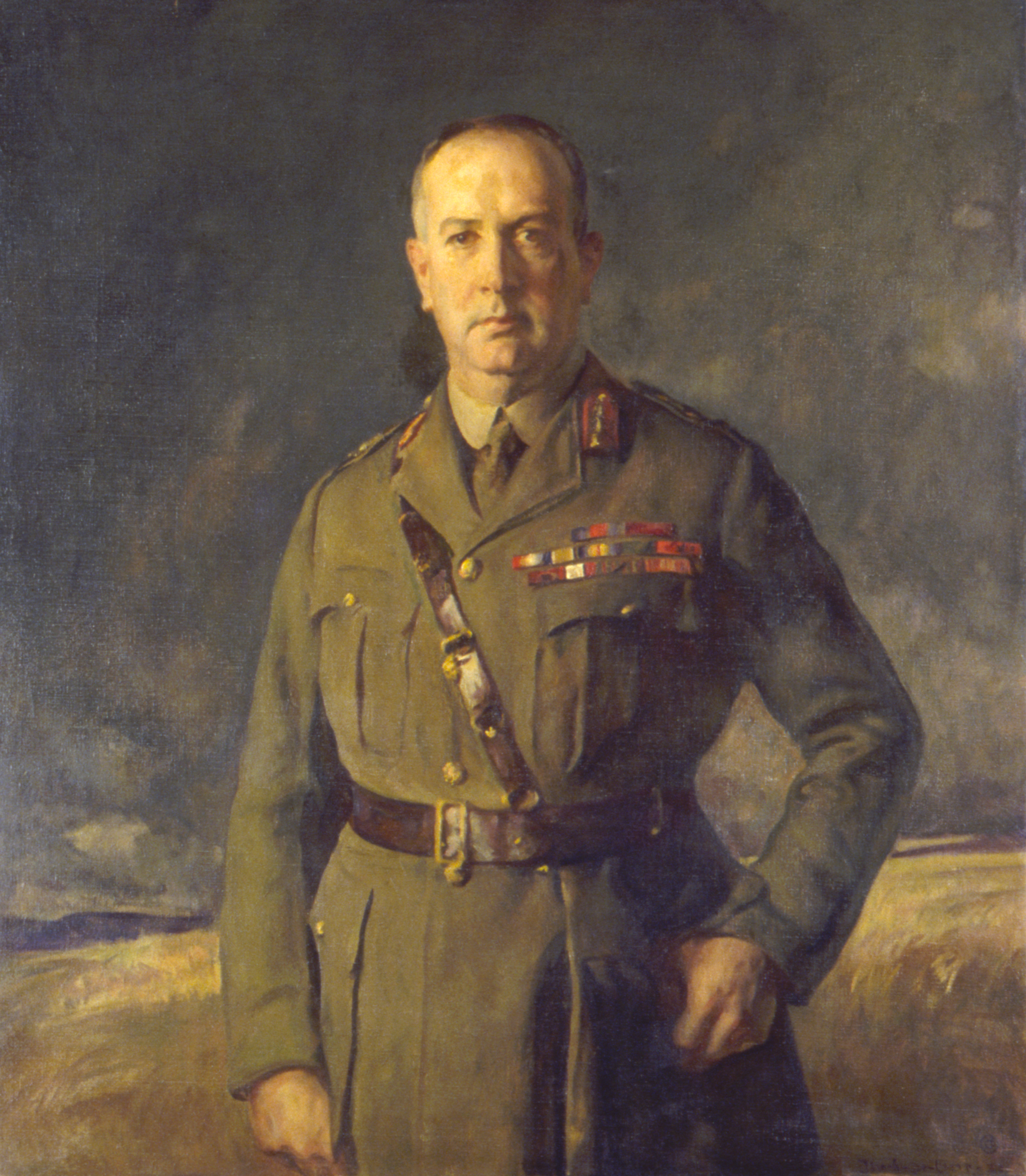
Портрет канадського генерала Артура Вільяма Каррі.